# USTA LA Tennis Open 2008
Lo USTA LA Tennis Open 2008 è stato un torneo di tennis facente parte della categoria ATP Challenger Series nell'ambito dell'ATP Challenger Series 2008. Il torneo si è giocato a Carson negli Stati Uniti dal 26 maggio al 1º giugno 2008 su campi in cemento e aveva un montepremi di $50 000.

## Vincitori

### Singolare
Amer Delić ha battuto in finale  Alex Bogomolov con il punteggio di 7–6(5) 6–4

### Doppio
Carsten Ball /  Travis Rettenmaier hanno battuto in finale  Ryler de Heart /  Daniel King-Turner con il punteggio di 6–4 6–2